# フルード数
フルード数（フルードすう、英: Froude number）とは、流体の慣性力と重力の比を表す無次元量。主に造波抵抗の分析のために用いられる。その名はウィリアム・フルードにちなむ。
定数ではなく、船の速度、重力加速度、船の代表寸法から計算される。フルード数に対して造波抵抗係数は一義的に決まる。

## 定義
フルード数Fr は
{\displaystyle Fr={\frac {U}{\sqrt {Lg}}}}
で定義される。ここで
- U : 特性速度 [m/s]
- L : 特性長さ。船の場合は水線長[1] [m]
- g : 重力加速度の大きさ [m/s2]

である。

## ナビエ-ストークス方程式からの導出
外力として重力がかかる非圧縮性粘性流れのナビエ-ストークス方程式は次式で与えられる。
{\displaystyle {\frac {\partial {\boldsymbol {v}}}{\partial t}}+({\boldsymbol {v}}\cdot \nabla ){\boldsymbol {v}}=-{\frac {1}{\rho }}\nabla p+\nu \nabla ^{2}{\boldsymbol {v}}+g{\boldsymbol {e}}_{g}}
ここでeg は重力方向（鉛直下向き）を向く単位ベクトルとする。
この式を無次元化すると
{\displaystyle {\frac {\partial {\boldsymbol {v}}}{\partial t}}+({\boldsymbol {v}}\cdot \nabla ){\boldsymbol {v}}=-\nabla p+{\frac {1}{Re}}\nabla ^{2}{\boldsymbol {v}}+{\frac {1}{Fr^{2}}}{\boldsymbol {e}}_{g}}
となり、この流れはレイノルズ数Re とフルード数Fr のみによって特徴付けられることが分かる。
造波抵抗を扱う場合Re は十分大きく、流れの様子がRe にほとんど依存しないため、流れはフルード数Fr のみによって決まることになる。